# Esther Guerrero
Esther Guerrero Puigdevall (Bañolas, 7 de febrero de 1990) es una corredora de medio fondo española. Ha participado en Juegos Olímpicos, Campeonatos Mundiales y Campeonatos Europeos de atletismo.

## Biografía
Si bien su prueba principal fue, inicialmente, la de 800 metros, a partir de 2018 empezó a disputar también los 1500 metros en campeonatos internacionales, prueba en la que ha acabado especializándose. También ha participado en pruebas de relevos en campeonatos internacionales de campo a través.
En julio de 2020, año en que muchos atletas corrieron pruebas en distancias poco habituales, batió la mejor marca española de 2000 m.
En 2020 logró proclamarse campeona de España en los 800 m y 1500 m, pese a haber un margen de solo diez minutos entre ambas finales. Ninguna atleta había conseguido este doblete desde que Carmen Valero lo hiciera en 1976.
En 2021 fue quinta en los 1500 m del Campeonato Europeo en Pista Cubierta. En los Juegos Olímpicos, en cambio, no consiguió superar la primera ronda.
En 2022 batió el récord de España de la milla en pista cubierta, en poder de Maite Zúñiga desde 1998. Sin embargo, unas semanas después sufrió una lesión durante el Campeonato de España que puso fin a su temporada bajo techo.
Reapareció en 2023, también en el campeonato de España bajo techo. Poco después volvió a batir el récord de España de la milla en pista cubierta y consiguió el cuarto puesto en los 1500 m del Campeonato Europeo en Pista Cubierta. En verano formó parte de la selección española que terminó cuarta en los Juegos Europeos y consiguió la victoria individual en la prueba de 1500 m. Consiguió llegar a la semifinal del Campeonato del Mundo, donde cayó pese a mejorar su marca personal.
En 2024 consiguió alcanzar su primera final mundial, la de los 1500 m en el Campeonato Mundial en pista cubierta, si bien terminó en última posición. Al aire libre logró la cuarta plaza en el Campeonato de Europa.
En la temporada invernal de 2025 volvió a disputar la final de los 1500 m, esta vez en el Campeonato de Europa en pista cubierta, donde acabó quinta. Repitió final dos semanas después en el Campeonato del Mundo en pista cubierta, logrando la novena plaza. Al aire libre batió el récord de España de la milla en la Diamond League de Londres.

## Competiciones internacionales
| Representando a España \| Año \| Competición \| Sede \| Puesto \| Prueba \| Marca \| \| ---- \| ---------------------------------------- \| -------------- \| ----------------- \| ----------------------- \| ------- \| \| 2007 \| Campeonato Mundial Juvenil \| Ostrava \| 39.º (s.) \| 800 m \| 2:15.48 \| \| 2007 \| Festival Olímpico de la Juventud Europea \| Belgrado \| 10.º (s.) \| 800 m \| 2:13.69 \| \| 2009 \| Campeonato de Europa Junior \| Novi Sad \| 10.º (s.) \| 800 m \| 2:08.39 \| \| 2015 \| Campeonato de Europa por Equipos \| Cheboksary \| 7.º \| 800 m \| 2:02.99 \| \| 2015 \| Campeonato del Mundo \| Pekín \| 36.º (s.) \| 800 m \| 2:02.64 \| \| 2016 \| Campeonato de Europa \| Ámsterdam \| 7.º (sf.) \| 800 m \| 2:01.62 \| \| 2016 \| Juegos Olímpicos \| Río de Janeiro \| 40.º (s.) \| 800 m \| 2:01.85 \| \| 2017 \| Campeonato de Europa en Pista Cubierta \| Belgrado \| 6.º \| 800 m \| 2:03.09 \| \| 2017 \| Campeonato de Europa de Campo a Través \| Šamorín \| Medalla de bronce \| Relevo mixto 4 x 1,5 km \| 18:26 \| \| 2017 \| Campeonato de Europa por Equipos \| Lille \| 3.º \| 800 m \| 2:03.70 \| \| 2017 \| Campeonato del Mundo \| Londres \| 27.º (s.) \| 800 m \| 2:02.22 \| \| 2018 \| Campeonato del Mundo en Pista Cubierta \| Birmingham \| 13.º (s.) \| 800 m \| 2:04.06 \| \| 2018 \| Juegos Mediterráneos \| Tarragona \| 4.º \| 800 m \| 2:03.35 \| \| 2018 \| Campeonato de Europa \| Berlín \| 11.º \| 1500 m \| 4:09.88 \| \| 2018 \| Campeonato Iberoamericano \| Trujillo \| Medalla de oro \| 800 m \| 2:04.55 \| \| 2018 \| Campeonato Iberoamericano \| Trujillo \| Medalla de bronce \| Relevo 4 × 400 m \| 3:38.32 \| \| 2018 \| Campeonato de Europa de Campo a Través \| Tilburg \| Medalla de oro \| Relevo mixto 4 x 1,5 km \| 16:10 \| \| 2019 \| Campeonato de Europa en Pista Cubierta \| Glasgow \| 6.º \| 800 m \| 2:04.07 \| \| 2019 \| Campeonato del Mundo de Campo a Través \| Aarhus \| 6.º \| Relevo mixto 4 x 2 km \| 27:47 \| \| 2019 \| Campeonato de Europa por Equipos \| Bydgoszcz \| 7.º \| 800 m \| 2:02.47 \| \| 2019 \| Campeonato del Mundo \| Doha \| 19.º (sf.) \| 1500 m \| 4:16.66 \| \| 2021 \| Campeonato de Europa en Pista Cubierta \| Toruń \| 5.º \| 1500 m \| 4:20.45 \| \| 2021 \| Juegos Olímpicos \| Tokio \| 26.º (s.) \| 1500 m \| 4:07.08 \| \| 2023 \| Campeonato de Europa en Pista Cubierta \| Estambul \| 4.º \| 1500 m \| 4:04.86 \| \| 2023 \| Juegos Europeos \| Chorzów \| 1.º [n 1] \| 1500 m \| 4:11.77 \| \| 2023 \| Campeonato del Mundo \| Budapest \| 10.º (sf.) \| 1500 m \| 4:00.13 \| \| 2024 \| Campeonato del Mundo en Pista Cubierta \| Glasgow \| 12.º \| 1500 m \| 4:12.33 \| \| 2024 \| Campeonato de Europa \| Roma \| 4.º \| 1500 m \| 4:06.03 \| \| 2025 \| Campeonato de Europa en pista cubierta \| Apeldoorn \| 5.º \| 1500 m \| 4:09.45 \| \| 2025 \| Campeonato del Mundo en pista cubierta \| Nankín \| 9.º \| 1500 m \| 4:07.76 \| | Representando a España \| Año \| Competición \| Sede \| Puesto \| Prueba \| Marca \| \| ---- \| ---------------------------------------- \| -------------- \| ----------------- \| ----------------------- \| ------- \| \| 2007 \| Campeonato Mundial Juvenil \| Ostrava \| 39.º (s.) \| 800 m \| 2:15.48 \| \| 2007 \| Festival Olímpico de la Juventud Europea \| Belgrado \| 10.º (s.) \| 800 m \| 2:13.69 \| \| 2009 \| Campeonato de Europa Junior \| Novi Sad \| 10.º (s.) \| 800 m \| 2:08.39 \| \| 2015 \| Campeonato de Europa por Equipos \| Cheboksary \| 7.º \| 800 m \| 2:02.99 \| \| 2015 \| Campeonato del Mundo \| Pekín \| 36.º (s.) \| 800 m \| 2:02.64 \| \| 2016 \| Campeonato de Europa \| Ámsterdam \| 7.º (sf.) \| 800 m \| 2:01.62 \| \| 2016 \| Juegos Olímpicos \| Río de Janeiro \| 40.º (s.) \| 800 m \| 2:01.85 \| \| 2017 \| Campeonato de Europa en Pista Cubierta \| Belgrado \| 6.º \| 800 m \| 2:03.09 \| \| 2017 \| Campeonato de Europa de Campo a Través \| Šamorín \| Medalla de bronce \| Relevo mixto 4 x 1,5 km \| 18:26 \| \| 2017 \| Campeonato de Europa por Equipos \| Lille \| 3.º \| 800 m \| 2:03.70 \| \| 2017 \| Campeonato del Mundo \| Londres \| 27.º (s.) \| 800 m \| 2:02.22 \| \| 2018 \| Campeonato del Mundo en Pista Cubierta \| Birmingham \| 13.º (s.) \| 800 m \| 2:04.06 \| \| 2018 \| Juegos Mediterráneos \| Tarragona \| 4.º \| 800 m \| 2:03.35 \| \| 2018 \| Campeonato de Europa \| Berlín \| 11.º \| 1500 m \| 4:09.88 \| \| 2018 \| Campeonato Iberoamericano \| Trujillo \| Medalla de oro \| 800 m \| 2:04.55 \| \| 2018 \| Campeonato Iberoamericano \| Trujillo \| Medalla de bronce \| Relevo 4 × 400 m \| 3:38.32 \| \| 2018 \| Campeonato de Europa de Campo a Través \| Tilburg \| Medalla de oro \| Relevo mixto 4 x 1,5 km \| 16:10 \| \| 2019 \| Campeonato de Europa en Pista Cubierta \| Glasgow \| 6.º \| 800 m \| 2:04.07 \| \| 2019 \| Campeonato del Mundo de Campo a Través \| Aarhus \| 6.º \| Relevo mixto 4 x 2 km \| 27:47 \| \| 2019 \| Campeonato de Europa por Equipos \| Bydgoszcz \| 7.º \| 800 m \| 2:02.47 \| \| 2019 \| Campeonato del Mundo \| Doha \| 19.º (sf.) \| 1500 m \| 4:16.66 \| \| 2021 \| Campeonato de Europa en Pista Cubierta \| Toruń \| 5.º \| 1500 m \| 4:20.45 \| \| 2021 \| Juegos Olímpicos \| Tokio \| 26.º (s.) \| 1500 m \| 4:07.08 \| \| 2023 \| Campeonato de Europa en Pista Cubierta \| Estambul \| 4.º \| 1500 m \| 4:04.86 \| \| 2023 \| Juegos Europeos \| Chorzów \| 1.º [n 1] \| 1500 m \| 4:11.77 \| \| 2023 \| Campeonato del Mundo \| Budapest \| 10.º (sf.) \| 1500 m \| 4:00.13 \| \| 2024 \| Campeonato del Mundo en Pista Cubierta \| Glasgow \| 12.º \| 1500 m \| 4:12.33 \| \| 2024 \| Campeonato de Europa \| Roma \| 4.º \| 1500 m \| 4:06.03 \| \| 2025 \| Campeonato de Europa en pista cubierta \| Apeldoorn \| 5.º \| 1500 m \| 4:09.45 \| \| 2025 \| Campeonato del Mundo en pista cubierta \| Nankín \| 9.º \| 1500 m \| 4:07.76 \| | Representando a España \| Año \| Competición \| Sede \| Puesto \| Prueba \| Marca \| \| ---- \| ---------------------------------------- \| -------------- \| ----------------- \| ----------------------- \| ------- \| \| 2007 \| Campeonato Mundial Juvenil \| Ostrava \| 39.º (s.) \| 800 m \| 2:15.48 \| \| 2007 \| Festival Olímpico de la Juventud Europea \| Belgrado \| 10.º (s.) \| 800 m \| 2:13.69 \| \| 2009 \| Campeonato de Europa Junior \| Novi Sad \| 10.º (s.) \| 800 m \| 2:08.39 \| \| 2015 \| Campeonato de Europa por Equipos \| Cheboksary \| 7.º \| 800 m \| 2:02.99 \| \| 2015 \| Campeonato del Mundo \| Pekín \| 36.º (s.) \| 800 m \| 2:02.64 \| \| 2016 \| Campeonato de Europa \| Ámsterdam \| 7.º (sf.) \| 800 m \| 2:01.62 \| \| 2016 \| Juegos Olímpicos \| Río de Janeiro \| 40.º (s.) \| 800 m \| 2:01.85 \| \| 2017 \| Campeonato de Europa en Pista Cubierta \| Belgrado \| 6.º \| 800 m \| 2:03.09 \| \| 2017 \| Campeonato de Europa de Campo a Través \| Šamorín \| Medalla de bronce \| Relevo mixto 4 x 1,5 km \| 18:26 \| \| 2017 \| Campeonato de Europa por Equipos \| Lille \| 3.º \| 800 m \| 2:03.70 \| \| 2017 \| Campeonato del Mundo \| Londres \| 27.º (s.) \| 800 m \| 2:02.22 \| \| 2018 \| Campeonato del Mundo en Pista Cubierta \| Birmingham \| 13.º (s.) \| 800 m \| 2:04.06 \| \| 2018 \| Juegos Mediterráneos \| Tarragona \| 4.º \| 800 m \| 2:03.35 \| \| 2018 \| Campeonato de Europa \| Berlín \| 11.º \| 1500 m \| 4:09.88 \| \| 2018 \| Campeonato Iberoamericano \| Trujillo \| Medalla de oro \| 800 m \| 2:04.55 \| \| 2018 \| Campeonato Iberoamericano \| Trujillo \| Medalla de bronce \| Relevo 4 × 400 m \| 3:38.32 \| \| 2018 \| Campeonato de Europa de Campo a Través \| Tilburg \| Medalla de oro \| Relevo mixto 4 x 1,5 km \| 16:10 \| \| 2019 \| Campeonato de Europa en Pista Cubierta \| Glasgow \| 6.º \| 800 m \| 2:04.07 \| \| 2019 \| Campeonato del Mundo de Campo a Través \| Aarhus \| 6.º \| Relevo mixto 4 x 2 km \| 27:47 \| \| 2019 \| Campeonato de Europa por Equipos \| Bydgoszcz \| 7.º \| 800 m \| 2:02.47 \| \| 2019 \| Campeonato del Mundo \| Doha \| 19.º (sf.) \| 1500 m \| 4:16.66 \| \| 2021 \| Campeonato de Europa en Pista Cubierta \| Toruń \| 5.º \| 1500 m \| 4:20.45 \| \| 2021 \| Juegos Olímpicos \| Tokio \| 26.º (s.) \| 1500 m \| 4:07.08 \| \| 2023 \| Campeonato de Europa en Pista Cubierta \| Estambul \| 4.º \| 1500 m \| 4:04.86 \| \| 2023 \| Juegos Europeos \| Chorzów \| 1.º [n 1] \| 1500 m \| 4:11.77 \| \| 2023 \| Campeonato del Mundo \| Budapest \| 10.º (sf.) \| 1500 m \| 4:00.13 \| \| 2024 \| Campeonato del Mundo en Pista Cubierta \| Glasgow \| 12.º \| 1500 m \| 4:12.33 \| \| 2024 \| Campeonato de Europa \| Roma \| 4.º \| 1500 m \| 4:06.03 \| \| 2025 \| Campeonato de Europa en pista cubierta \| Apeldoorn \| 5.º \| 1500 m \| 4:09.45 \| \| 2025 \| Campeonato del Mundo en pista cubierta \| Nankín \| 9.º \| 1500 m \| 4:07.76 \| | Representando a España \| Año \| Competición \| Sede \| Puesto \| Prueba \| Marca \| \| ---- \| ---------------------------------------- \| -------------- \| ----------------- \| ----------------------- \| ------- \| \| 2007 \| Campeonato Mundial Juvenil \| Ostrava \| 39.º (s.) \| 800 m \| 2:15.48 \| \| 2007 \| Festival Olímpico de la Juventud Europea \| Belgrado \| 10.º (s.) \| 800 m \| 2:13.69 \| \| 2009 \| Campeonato de Europa Junior \| Novi Sad \| 10.º (s.) \| 800 m \| 2:08.39 \| \| 2015 \| Campeonato de Europa por Equipos \| Cheboksary \| 7.º \| 800 m \| 2:02.99 \| \| 2015 \| Campeonato del Mundo \| Pekín \| 36.º (s.) \| 800 m \| 2:02.64 \| \| 2016 \| Campeonato de Europa \| Ámsterdam \| 7.º (sf.) \| 800 m \| 2:01.62 \| \| 2016 \| Juegos Olímpicos \| Río de Janeiro \| 40.º (s.) \| 800 m \| 2:01.85 \| \| 2017 \| Campeonato de Europa en Pista Cubierta \| Belgrado \| 6.º \| 800 m \| 2:03.09 \| \| 2017 \| Campeonato de Europa de Campo a Través \| Šamorín \| Medalla de bronce \| Relevo mixto 4 x 1,5 km \| 18:26 \| \| 2017 \| Campeonato de Europa por Equipos \| Lille \| 3.º \| 800 m \| 2:03.70 \| \| 2017 \| Campeonato del Mundo \| Londres \| 27.º (s.) \| 800 m \| 2:02.22 \| \| 2018 \| Campeonato del Mundo en Pista Cubierta \| Birmingham \| 13.º (s.) \| 800 m \| 2:04.06 \| \| 2018 \| Juegos Mediterráneos \| Tarragona \| 4.º \| 800 m \| 2:03.35 \| \| 2018 \| Campeonato de Europa \| Berlín \| 11.º \| 1500 m \| 4:09.88 \| \| 2018 \| Campeonato Iberoamericano \| Trujillo \| Medalla de oro \| 800 m \| 2:04.55 \| \| 2018 \| Campeonato Iberoamericano \| Trujillo \| Medalla de bronce \| Relevo 4 × 400 m \| 3:38.32 \| \| 2018 \| Campeonato de Europa de Campo a Través \| Tilburg \| Medalla de oro \| Relevo mixto 4 x 1,5 km \| 16:10 \| \| 2019 \| Campeonato de Europa en Pista Cubierta \| Glasgow \| 6.º \| 800 m \| 2:04.07 \| \| 2019 \| Campeonato del Mundo de Campo a Través \| Aarhus \| 6.º \| Relevo mixto 4 x 2 km \| 27:47 \| \| 2019 \| Campeonato de Europa por Equipos \| Bydgoszcz \| 7.º \| 800 m \| 2:02.47 \| \| 2019 \| Campeonato del Mundo \| Doha \| 19.º (sf.) \| 1500 m \| 4:16.66 \| \| 2021 \| Campeonato de Europa en Pista Cubierta \| Toruń \| 5.º \| 1500 m \| 4:20.45 \| \| 2021 \| Juegos Olímpicos \| Tokio \| 26.º (s.) \| 1500 m \| 4:07.08 \| \| 2023 \| Campeonato de Europa en Pista Cubierta \| Estambul \| 4.º \| 1500 m \| 4:04.86 \| \| 2023 \| Juegos Europeos \| Chorzów \| 1.º [n 1] \| 1500 m \| 4:11.77 \| \| 2023 \| Campeonato del Mundo \| Budapest \| 10.º (sf.) \| 1500 m \| 4:00.13 \| \| 2024 \| Campeonato del Mundo en Pista Cubierta \| Glasgow \| 12.º \| 1500 m \| 4:12.33 \| \| 2024 \| Campeonato de Europa \| Roma \| 4.º \| 1500 m \| 4:06.03 \| \| 2025 \| Campeonato de Europa en pista cubierta \| Apeldoorn \| 5.º \| 1500 m \| 4:09.45 \| \| 2025 \| Campeonato del Mundo en pista cubierta \| Nankín \| 9.º \| 1500 m \| 4:07.76 \| | Representando a España \| Año \| Competición \| Sede \| Puesto \| Prueba \| Marca \| \| ---- \| ---------------------------------------- \| -------------- \| ----------------- \| ----------------------- \| ------- \| \| 2007 \| Campeonato Mundial Juvenil \| Ostrava \| 39.º (s.) \| 800 m \| 2:15.48 \| \| 2007 \| Festival Olímpico de la Juventud Europea \| Belgrado \| 10.º (s.) \| 800 m \| 2:13.69 \| \| 2009 \| Campeonato de Europa Junior \| Novi Sad \| 10.º (s.) \| 800 m \| 2:08.39 \| \| 2015 \| Campeonato de Europa por Equipos \| Cheboksary \| 7.º \| 800 m \| 2:02.99 \| \| 2015 \| Campeonato del Mundo \| Pekín \| 36.º (s.) \| 800 m \| 2:02.64 \| \| 2016 \| Campeonato de Europa \| Ámsterdam \| 7.º (sf.) \| 800 m \| 2:01.62 \| \| 2016 \| Juegos Olímpicos \| Río de Janeiro \| 40.º (s.) \| 800 m \| 2:01.85 \| \| 2017 \| Campeonato de Europa en Pista Cubierta \| Belgrado \| 6.º \| 800 m \| 2:03.09 \| \| 2017 \| Campeonato de Europa de Campo a Través \| Šamorín \| Medalla de bronce \| Relevo mixto 4 x 1,5 km \| 18:26 \| \| 2017 \| Campeonato de Europa por Equipos \| Lille \| 3.º \| 800 m \| 2:03.70 \| \| 2017 \| Campeonato del Mundo \| Londres \| 27.º (s.) \| 800 m \| 2:02.22 \| \| 2018 \| Campeonato del Mundo en Pista Cubierta \| Birmingham \| 13.º (s.) \| 800 m \| 2:04.06 \| \| 2018 \| Juegos Mediterráneos \| Tarragona \| 4.º \| 800 m \| 2:03.35 \| \| 2018 \| Campeonato de Europa \| Berlín \| 11.º \| 1500 m \| 4:09.88 \| \| 2018 \| Campeonato Iberoamericano \| Trujillo \| Medalla de oro \| 800 m \| 2:04.55 \| \| 2018 \| Campeonato Iberoamericano \| Trujillo \| Medalla de bronce \| Relevo 4 × 400 m \| 3:38.32 \| \| 2018 \| Campeonato de Europa de Campo a Través \| Tilburg \| Medalla de oro \| Relevo mixto 4 x 1,5 km \| 16:10 \| \| 2019 \| Campeonato de Europa en Pista Cubierta \| Glasgow \| 6.º \| 800 m \| 2:04.07 \| \| 2019 \| Campeonato del Mundo de Campo a Través \| Aarhus \| 6.º \| Relevo mixto 4 x 2 km \| 27:47 \| \| 2019 \| Campeonato de Europa por Equipos \| Bydgoszcz \| 7.º \| 800 m \| 2:02.47 \| \| 2019 \| Campeonato del Mundo \| Doha \| 19.º (sf.) \| 1500 m \| 4:16.66 \| \| 2021 \| Campeonato de Europa en Pista Cubierta \| Toruń \| 5.º \| 1500 m \| 4:20.45 \| \| 2021 \| Juegos Olímpicos \| Tokio \| 26.º (s.) \| 1500 m \| 4:07.08 \| \| 2023 \| Campeonato de Europa en Pista Cubierta \| Estambul \| 4.º \| 1500 m \| 4:04.86 \| \| 2023 \| Juegos Europeos \| Chorzów \| 1.º [n 1] \| 1500 m \| 4:11.77 \| \| 2023 \| Campeonato del Mundo \| Budapest \| 10.º (sf.) \| 1500 m \| 4:00.13 \| \| 2024 \| Campeonato del Mundo en Pista Cubierta \| Glasgow \| 12.º \| 1500 m \| 4:12.33 \| \| 2024 \| Campeonato de Europa \| Roma \| 4.º \| 1500 m \| 4:06.03 \| \| 2025 \| Campeonato de Europa en pista cubierta \| Apeldoorn \| 5.º \| 1500 m \| 4:09.45 \| \| 2025 \| Campeonato del Mundo en pista cubierta \| Nankín \| 9.º \| 1500 m \| 4:07.76 \| | Representando a España \| Año \| Competición \| Sede \| Puesto \| Prueba \| Marca \| \| ---- \| ---------------------------------------- \| -------------- \| ----------------- \| ----------------------- \| ------- \| \| 2007 \| Campeonato Mundial Juvenil \| Ostrava \| 39.º (s.) \| 800 m \| 2:15.48 \| \| 2007 \| Festival Olímpico de la Juventud Europea \| Belgrado \| 10.º (s.) \| 800 m \| 2:13.69 \| \| 2009 \| Campeonato de Europa Junior \| Novi Sad \| 10.º (s.) \| 800 m \| 2:08.39 \| \| 2015 \| Campeonato de Europa por Equipos \| Cheboksary \| 7.º \| 800 m \| 2:02.99 \| \| 2015 \| Campeonato del Mundo \| Pekín \| 36.º (s.) \| 800 m \| 2:02.64 \| \| 2016 \| Campeonato de Europa \| Ámsterdam \| 7.º (sf.) \| 800 m \| 2:01.62 \| \| 2016 \| Juegos Olímpicos \| Río de Janeiro \| 40.º (s.) \| 800 m \| 2:01.85 \| \| 2017 \| Campeonato de Europa en Pista Cubierta \| Belgrado \| 6.º \| 800 m \| 2:03.09 \| \| 2017 \| Campeonato de Europa de Campo a Través \| Šamorín \| Medalla de bronce \| Relevo mixto 4 x 1,5 km \| 18:26 \| \| 2017 \| Campeonato de Europa por Equipos \| Lille \| 3.º \| 800 m \| 2:03.70 \| \| 2017 \| Campeonato del Mundo \| Londres \| 27.º (s.) \| 800 m \| 2:02.22 \| \| 2018 \| Campeonato del Mundo en Pista Cubierta \| Birmingham \| 13.º (s.) \| 800 m \| 2:04.06 \| \| 2018 \| Juegos Mediterráneos \| Tarragona \| 4.º \| 800 m \| 2:03.35 \| \| 2018 \| Campeonato de Europa \| Berlín \| 11.º \| 1500 m \| 4:09.88 \| \| 2018 \| Campeonato Iberoamericano \| Trujillo \| Medalla de oro \| 800 m \| 2:04.55 \| \| 2018 \| Campeonato Iberoamericano \| Trujillo \| Medalla de bronce \| Relevo 4 × 400 m \| 3:38.32 \| \| 2018 \| Campeonato de Europa de Campo a Través \| Tilburg \| Medalla de oro \| Relevo mixto 4 x 1,5 km \| 16:10 \| \| 2019 \| Campeonato de Europa en Pista Cubierta \| Glasgow \| 6.º \| 800 m \| 2:04.07 \| \| 2019 \| Campeonato del Mundo de Campo a Través \| Aarhus \| 6.º \| Relevo mixto 4 x 2 km \| 27:47 \| \| 2019 \| Campeonato de Europa por Equipos \| Bydgoszcz \| 7.º \| 800 m \| 2:02.47 \| \| 2019 \| Campeonato del Mundo \| Doha \| 19.º (sf.) \| 1500 m \| 4:16.66 \| \| 2021 \| Campeonato de Europa en Pista Cubierta \| Toruń \| 5.º \| 1500 m \| 4:20.45 \| \| 2021 \| Juegos Olímpicos \| Tokio \| 26.º (s.) \| 1500 m \| 4:07.08 \| \| 2023 \| Campeonato de Europa en Pista Cubierta \| Estambul \| 4.º \| 1500 m \| 4:04.86 \| \| 2023 \| Juegos Europeos \| Chorzów \| 1.º [n 1] \| 1500 m \| 4:11.77 \| \| 2023 \| Campeonato del Mundo \| Budapest \| 10.º (sf.) \| 1500 m \| 4:00.13 \| \| 2024 \| Campeonato del Mundo en Pista Cubierta \| Glasgow \| 12.º \| 1500 m \| 4:12.33 \| \| 2024 \| Campeonato de Europa \| Roma \| 4.º \| 1500 m \| 4:06.03 \| \| 2025 \| Campeonato de Europa en pista cubierta \| Apeldoorn \| 5.º \| 1500 m \| 4:09.45 \| \| 2025 \| Campeonato del Mundo en pista cubierta \| Nankín \| 9.º \| 1500 m \| 4:07.76 \| |
| Año | Competición | Sede | Puesto | Prueba | Marca |
| --- | --- | --- | --- | --- | --- |
| 2007 | Campeonato Mundial Juvenil | Ostrava | 39.º (s.) | 800 m | 2:15.48 |
| 2007 | Festival Olímpico de la Juventud Europea | Belgrado | 10.º (s.) | 800 m | 2:13.69 |
| 2009 | Campeonato de Europa Junior | Novi Sad | 10.º (s.) | 800 m | 2:08.39 |
| 2015 | Campeonato de Europa por Equipos | Cheboksary | 7.º | 800 m | 2:02.99 |
| 2015 | Campeonato del Mundo | Pekín | 36.º (s.) | 800 m | 2:02.64 |
| 2016 | Campeonato de Europa | Ámsterdam | 7.º (sf.) | 800 m | 2:01.62 |
| 2016 | Juegos Olímpicos | Río de Janeiro | 40.º (s.) | 800 m | 2:01.85 |
| 2017 | Campeonato de Europa en Pista Cubierta | Belgrado | 6.º | 800 m | 2:03.09 |
| 2017 | Campeonato de Europa de Campo a Través | Šamorín | Medalla de bronce | Relevo mixto 4 x 1,5 km | 18:26 |
| 2017 | Campeonato de Europa por Equipos | Lille | 3.º | 800 m | 2:03.70 |
| 2017 | Campeonato del Mundo | Londres | 27.º (s.) | 800 m | 2:02.22 |
| 2018 | Campeonato del Mundo en Pista Cubierta | Birmingham | 13.º (s.) | 800 m | 2:04.06 |
| 2018 | Juegos Mediterráneos | Tarragona | 4.º | 800 m | 2:03.35 |
| 2018 | Campeonato de Europa | Berlín | 11.º | 1500 m | 4:09.88 |
| 2018 | Campeonato Iberoamericano | Trujillo | Medalla de oro | 800 m | 2:04.55 |
| 2018 | Campeonato Iberoamericano | Trujillo | Medalla de bronce | Relevo 4 × 400 m | 3:38.32 |
| 2018 | Campeonato de Europa de Campo a Través | Tilburg | Medalla de oro | Relevo mixto 4 x 1,5 km | 16:10 |
| 2019 | Campeonato de Europa en Pista Cubierta | Glasgow | 6.º | 800 m | 2:04.07 |
| 2019 | Campeonato del Mundo de Campo a Través | Aarhus | 6.º | Relevo mixto 4 x 2 km | 27:47 |
| 2019 | Campeonato de Europa por Equipos | Bydgoszcz | 7.º | 800 m | 2:02.47 |
| 2019 | Campeonato del Mundo | Doha | 19.º (sf.) | 1500 m | 4:16.66 |
| 2021 | Campeonato de Europa en Pista Cubierta | Toruń | 5.º | 1500 m | 4:20.45 |
| 2021 | Juegos Olímpicos | Tokio | 26.º (s.) | 1500 m | 4:07.08 |
| 2023 | Campeonato de Europa en Pista Cubierta | Estambul | 4.º | 1500 m | 4:04.86 |
| 2023 | Juegos Europeos | Chorzów | 1.º | 1500 m | 4:11.77 |
| 2023 | Campeonato del Mundo | Budapest | 10.º (sf.) | 1500 m | 4:00.13 |
| 2024 | Campeonato del Mundo en Pista Cubierta | Glasgow | 12.º | 1500 m | 4:12.33 |
| 2024 | Campeonato de Europa | Roma | 4.º | 1500 m | 4:06.03 |
| 2025 | Campeonato de Europa en pista cubierta | Apeldoorn | 5.º | 1500 m | 4:09.45 |
| 2025 | Campeonato del Mundo en pista cubierta | Nankín | 9.º | 1500 m | 4:07.76 |

1. ↑  Aunque ganó la prueba de Primera División, no obtuvo medalla porque se hizo mejor tiempo en divisiones inferiores

## Marcas personales
| Prueba      | Marca   | Lugar     | Fecha                    |
| ----------- | ------- | --------- | ------------------------ |
| 400 metros  | 54.77   | Barcelona | 29 de junio de 2016      |
| 800 metros  | 1:59.22 | Doha      | 25 de septiembre de 2020 |
| 1000 metros | 2:35.64 | Bruselas  | 4 de septiembre de 2020  |
| 1500 metros | 3:59.74 | París     | 7 de julio de 2024       |
| Milla       | 4:20.12 | Londres   | 19 de julio de 2023      |
| 2000 metros | 5:41.30 | Olot      | 21 de julio de 2020      |

| Prueba      | Marca   | Lugar     | Fecha                 |
| ----------- | ------- | --------- | --------------------- |
| 800 metros  | 2:01.13 | Madrid    | 24 de febrero de 2021 |
| 1000 metros | 2:37.57 | Antequera | 13 de enero de 2024   |
| 1500 metros | 4:04.86 | Estambul  | 4 de marzo de 2023    |
| Milla       | 4:24.92 | Boston    | 4 de febrero de 2023  |
| 2000 metros | 5:42.53 | Antequera | 25 de enero de 2025   |